# 나가토시역
나가토시역(일본어: 長門市駅)은 일본 야마구치현 나가토시에 위치한 서일본 여객철도의 철도역이다. 산인 본선의 소속역이며, 여기서 출발하는 산인 본선 센자키 지선과, 미네 선의 열차가 모두 정차한다. 2면 4선 구조의 복합 승강장을 갖춘 지상역이다.

## 타는 곳
| 플랫폼 | 노선         | 방향         | 행선지                            |
| ------ | ------------ | ------------ | --------------------------------- |
| 0      | 사용 정지 중 | 사용 정지 중 | 사용 정지 중                      |
| 1      | ■ 산인 본선  | (하행)       | 다키베 · 고구시 · 시모노세키 방면 |
| 1      | ■ 산인 본선  | (상행)       | 나고 · 마스다 방면                |
| 2      | ■ 미네 선    | -            | 미네 · 아사 방면                  |
| 2      | ■ 산인 본선  | 센자키 선    | 센자키 행                         |
| 2      | ■ 산인 본선  | 하행         | 다키베 · 고구시 · 시모노세키 방면 |
| 3      | ■ 산인 본선  | 상행         | 나고 · 마스다 방면                |
| 3      | ■ 산인 본선  | 하행         | 다키베 · 고구시 · 시모노세키 방면 |
| 3      | ■ 산인 본선  | 센자키 선    | 센자키 행                         |
| 3      | ■ 미네 선    | -            | 미네 · 아사 방면                  |

## 이용 현황
| 승차 인원 추이 | 승차 인원 추이 |
| 연도           | 1일 평균       |
| -------------- | -------------- |
| 1999           | 1,200          |
| 2000           | 1,152          |
| 2001           | 1,060          |
| 2002           | 1,028          |
| 2003           | 916            |
| 2004           | 867            |
| 2005           | 778            |
| 2006           | 753            |
| 2007           | 707            |
| 2008           | 700            |
| 2009           | 685            |
| 2010           | 635            |
| 2011           | 631            |
| 2012           | 557            |

## 역 주변
- 나가토 시청
- 가메야마 성 터
- FM 나가토
- 나가토 센트럴 호텔

## 인접 역
| 서일본 여객철도 산인 본선 | 서일본 여객철도 산인 본선 | 서일본 여객철도 산인 본선 |
| ------------------------- | ------------------------- | ------------------------- |
| 나가토미스미 마스다 방면  | ■ 산인 본선               | 기와도 하타부 방면        |
| 시·종착역                 | ■ 센자키 지선             | 센자키 센자키 방면        |
| 서일본 여객철도 미네 선   |                           |                           |
| 이타모치 아사 방면        | ■ 미네 선                 | 시·종착역                 |